# Даугавпилсская синагога
Да́угавпилсская синаго́га (ранее Моли́твенный дом «Ка́диш», латыш. Daugavpils sinagoga) — ныне единственная действующая синагога в городе Даугавпилс (Латвия). До Второй мировой войны являлась одной из 45 действующих синагог и молитвенных домов города. Располагается в центре городе на улице Циетокшня (Крепостная), 38.

## История

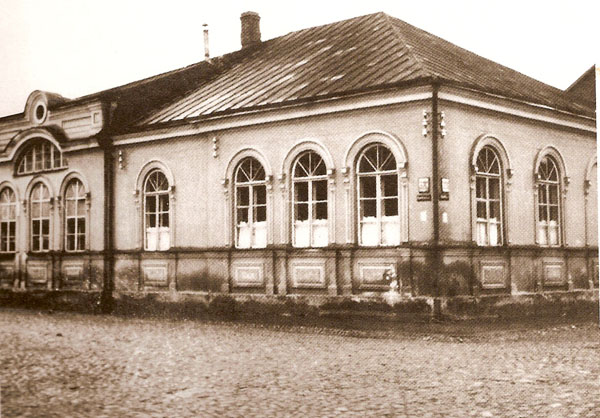
Молитвенный дом в начале XX века

Первые поселения евреев появились в Даугавпилсе (тогда — Динабурге) ещё в XVII веке, но постоянная община образовалась только в конце XVIII века. Сведения о старейших культовых сооружениях общины невелики. Сохранившиеся исторические свидетельства позволяют судить лишь о культовых сооружениях еврейской общины, их строительстве и реконструкции в XIX—XX веках.
Здание синагоги было возведено в 1850 году как молитвенный дом «Кадиш» («Поминальная молитва») на Новом Форштадте (ныне центр города). Легенда утверждает, что она была сооружена на средства верующего еврея в память об умершем родном брате.
Здание синагоги пострадало во время Первой мировой войны, но потом ситуация стабилизировалась, так как на реконструкцию и строительство в 1925—1928 годах была получена поддержка государства.
В 1941 году c приходом германской армии синагога была закрыта. Во время Второй мировой войны большинство евреев города было уничтожено и большинство синагог разорено. Сохранились лишь некоторые из зданий. После войны в 1946 году группа евреев обратилась в горисполком с просьбой выделить помещение. В 1947 году после реконструкции синагога была снова открыта, а потом вошла в собственность еврейской общины. В послевоенные годы синагога стало местом активной религиозной жизни еврейской общины. В первые годы в будние дни её посещало 50, а в праздники — более 600 человек.
В 2003 году по случаю сотой годовщины со дня рождения Марка Ротко — американского художника еврейского происхождения, родившегося в Даугавпилсе (тогда — Двинске), — его семья решила внести финансовый вклад в реконструкцию синагоги. Работы начались в 2003 году и продолжались три года.
11 апреля 2006 года состоялось открытие синагоги. В нём участвовала президент Латвии Вайра Вике-Фрейберга, руководители городской думы, дипломаты и представители христианских конфессий города. По случаю восстановления синагоги город посетила также семья художника, в том числе его дочь Кейт Ротко.

## Архитектура
Здание расположено в центре города на перекрёстке улиц Циетокшня (ранее Московская) и Лачплеша (ранее Офицерская), пространственно заполняя угловую застройку квартала.
В плане здание образует четырёхугольник с выдвинутым в конце одноэтажного объёма двухэтажным ризалитом. Компактное здание покрывает четырёхскатная крыша. В отделке фасадов доминирует формы полукруга. Планировка внутреннего пространство соответствует функциональным требованиям здания. В строении видны как элементы позднего классицизма (ампира), так и характерные для городов Латгалии традиции декорирования фасадов каменных строений середины и 2-й половины XIX века.